# جاك شايفر
جاك شايفر (بالإنجليزية: Jack Schaefer)‏ (19 نوفمبر 1907، كليفلاند في الولايات المتحدة - 24 يناير 1991، سانتا فيه في الولايات المتحدة)؛ كاتِب مُتخصِّص في أدب الأطفال، صحفي وروائي أمريكي. درس في كلية أوبرلين.

## روابط خارجية
- جاك شايفر على موقع IMDb (الإنجليزية)
- جاك شايفر على موقع إن إن دي بي (الإنجليزية)
- جاك شايفر على موقع قاعدة بيانات الفيلم (الإنجليزية)